# (466989) 2016 BQ51
(466989) 2016 BQ51 es un asteroide perteneciente al cinturón de asteroides, descubierto el 25 de noviembre de 2005 por el equipo Spacewatch desde el Observatorio Nacional de Kitt Peak (Arizona, Estados Unidos).